# Benoît Oriol
Pour les articles homonymes, voir Oriol.
Benoît Oriol, né le 27 août 1840 à Saint-Chamond (Loire) et mort le 4 novembre 1926 à Saint-Julien-en-Jarez (Loire) est un industriel et un homme politique français.

## Biographie
Son père, dont le nom est également Benoît Oriol, est, en 1854, un mécanicien qui construit des métiers à tisser et fabrique des lacets. Grâce à son association avec Émile Alamagny et  donne une forte extension à l'entreprise. 
Lorsqu'il meurt, en 1865, Alamagny poursuit seul l'activité, jusqu'à sa mort en 1876. La veuve de celui-ci s'associé alors avec Benoît Oriol fils. Grâce à des inventions techniques (appareil à fabriquer les galons), ou chimiques (teinture), l'entreprise est compétitive. Elle reçoit une médaille d'or lors de l'exposition universelle de Paris de 1867 et c'est après l'exposition universelle de 1878 que Benoît Oriol reçoit la légion d'honneur, l'entreprise étant alors hors concours car Benoît Oriol est membre du jury. L'entreprise a une politique sociale avancée qui se traduit, par exemple, par  la création d'une caisse de secours au profit ses ouvriers, uniquement financée par l'entreprise, sans cotisation des salariés.

### Carrière politique
Benoît Oriol est maire républicain de Saint-Chamond en 1877. Il fut révoqué par le gouvernement mais réélu en 1878 et en 1884.  En 1892 il est élu conseiller général par la canton de Saint-Chamond.  Il est député de la Loire en 1893, dans la  1re circonscription de Saint-Étienne,  par 5 118 voix contre 4 870 à Jean-Baptiste Dumay, député sortant de Paris, socialiste et 3.870 à Neyrand, député sortant, conservateur. Le 22 mai 1898 il est réélu  par 7 360 voix, au second tour, contre 6.491 à Berlier, socialiste. Il siège au groupe des Républicains progressistes. Aristide Briand lui succède à son mandat de député de la Loire en 1902. 

### Famille
Benoît Oriol est le fils de Benoît Oriol (1810-1865) marchand fabricant de lacets et adjoint au maire de Saint-Chamond et d'Anne Monier (1807- ). Le 10 août 1868, il épouse à Saint-Chamond Anne Marie Zoé Gillier, fille de Gilbert Joseph Victor Gillier, fabricants de lacets et de Jeanne Marie Anne Vacher. Ils ont ensemble quatre enfants :
- Gilbert Annet Benoît Marie Oriol (1869- )[8]
- Annette Émilie Bénédicte Oriol (1872- )[9], qui épouse Marc Aynard, fils du député Édouard Aynard en 1892[10].
- Antonine Eugénie Bénédicte Oriol (1878- )[11]
- Émilie Anna Bénédicte Zoé Oriol (1882- )[12]

La sœur de Benoît Oriol, Antoinette (1833-1889) est mariée avec Émile Alamagny, l'associé de son père.

## Décorations
- Chevalier de la Légion d'honneur, le 20 octobre 1878
- Officier d'Académie, le 14 juillet 1883
- Officier de la Légion d'honneur, le 29 octobre 1889 en tant que jury des récompenses de l'Exposition universelle de Paris de 1889.

## Sources
- « Benoît Oriol », dans le Dictionnaire des parlementaires français (1889-1940), sous la direction de Jean Jolly, PUF, 1960 [détail de l’édition]